# Чилі на Чемпіонаті світу з водних видів спорту 2015
Чилі взяла участь у Чемпіонаті світу з водних видів спорту 2015, який пройшов у Казані (Росія) від 24 липня до 9 серпня.

## Стрибки у воду
Чилійські стрибуни у воду кваліфікувалился на змагання з індивідуальних та синхронних стрибків.
Чоловіки
| Спортсмен                  | Дисципліна                   | Попередні змагання | Попередні змагання | Півфінали       | Півфінали       | Фінал            | Фінал            |
| Спортсмен                  | Дисципліна                   | Очки               | Місце              | Очки            | Місце           | Очки             | Місце            |
| -------------------------- | ---------------------------- | ------------------ | ------------------ | --------------- | --------------- | ---------------- | ---------------- |
| Дієго Каркін               | Трамплін, 3 метри            | 347.70             | 40                 | Завершив виступ | Завершив виступ | Завершив виступ  | Завершив виступ  |
| Донато Неглія              | Трамплін, 3 метри            | 354.65             | 39                 | Завершив виступ | Завершив виступ | Завершив виступ  | Завершив виступ  |
| Дієго Каркін Донато Неглія | Синхронний трамплін, 3 метри | 332.94             | 19                 | Н/Д             | Н/Д             | Завершили виступ | Завершили виступ |

## Плавання
Чилійські плавці виконали кваліфікаційні нормативи в дисциплінах, які наведено в таблиці (не більш як 2 плавці на одну дисципліну за часом нормативу A, і не більш як 1 плавець на одну дисципліну за часом нормативу B):
Чоловіки
| Спортсмен     | Дисципліна            | Попередній заплив | Попередній заплив | Півфінал        | Півфінал        | Фінал           | Фінал           |
| Спортсмен     | Дисципліна            | Час               | Місце             | Час             | Місце           | Час             | Місце           |
| ------------- | --------------------- | ----------------- | ----------------- | --------------- | --------------- | --------------- | --------------- |
| Олівер Ельйот | 50 м вільним стилем   | 23.29             | =41               | Завершив виступ | Завершив виступ | Завершив виступ | Завершив виступ |
| Олівер Ельйот | 100 м вільним стилем  | 52.50             | 75                | Завершив виступ | Завершив виступ | Завершив виступ | Завершив виступ |
| Феліпе Тапія  | 800 м вільним стилем  | 8:21.27           | 40                | Н/Д             | Н/Д             | Завершив виступ | Завершив виступ |
| Феліпе Тапія  | 1500 м вільним стилем | 15:45.63          | 36                | Н/Д             | Н/Д             | Завершив виступ | Завершив виступ |

Жінки
| Спортсменка     | Дисципліна            | Попередній заплив | Попередній заплив | Півфінал         | Півфінал         | Фінал            | Фінал            |
| Спортсменка     | Дисципліна            | Час               | Місце             | Час              | Місце            | Час              | Місце            |
| --------------- | --------------------- | ----------------- | ----------------- | ---------------- | ---------------- | ---------------- | ---------------- |
| Крістел Кобріх  | 800 м вільним стилем  | 8:33.12           | 11                | Н/Д              | Н/Д              | Завершила виступ | Завершила виступ |
| Крістел Кобріх  | 1500 м вільним стилем | 16:01.63          | 4 Q               | Н/Д              | Н/Д              | 16:06.55         | 7                |
| Естефанія Урсуа | 100 м батерфляєм      | 1:04.64           | 53                | Завершила виступ | Завершила виступ | Завершила виступ | Завершила виступ |
| Естефанія Урсуа | 200 м батерфляєм      | 2:19.12           | 33                | Завершила виступ | Завершила виступ | Завершила виступ | Завершила виступ |

## Синхронне плавання
двоє чилійських спортсменів кваліфікувалися на змагання з синхронного плавання в наведених нижче дисциплінах.
| Спортсмени                  | Дисципліна              | Попередні змагання | Попередні змагання | Фінал            | Фінал            |
| Спортсмени                  | Дисципліна              | Очки               | Місце              | Очки             | Місце            |
| --------------------------- | ----------------------- | ------------------ | ------------------ | ---------------- | ---------------- |
| Келлі Коблер Наталі Любашер | дует, технічна програма | 72.2984            | 27                 | Завершили виступ | Завершили виступ |
| Келлі Коблер Наталі Любашер | дует, довільна програма | 74.2000            | 28                 | Завершили виступ | Завершили виступ |